# Przyszłość w jaju, albo różnych ma Pan Bóg stołowników
Przyszłość w jaju, albo różnych ma Pan Bóg stołowników (fr. L'avenir est dans les œufs, alternatywny tytuł: Il faut de tout pour faire un monde) – jednoaktowa sztuka teatralna autorstwa Eugène’a Ionesco, napisana w 1951, należąca do teatru absurdu. "Przyszłość w jaju" stanowi kontynuację innego dramatu Ionesco, zatytułowanego "Kubuś, czyli uległość". Premiera sztuki odbyła się w  Paryżu w Théâtre de la Cité internationale, położonym w czternastej dzielnicy. Spektakl reżyserował Jean-Luc Magneron.
Akcja dramatu oficjalnie rozgrywa się trzy lata po zakończeniu poprzedniej części traktującej o losach rodziny Kubusiów i Robertów (co wynika z prowadzonych dialogów), choć tak naprawdę rozpoczyna się dokładnie w momencie jej zakończenia. Kubuś i Roberta zapałali do siebie miłością, jednak ich rodziny nie są usatysfakcjonowane z ich pożycia. Domagają się od młodej pary tak zwanej "produkcji", czyli płodzenia potomstwa, którego celem ma być ich związek. Uświadomiona przez matkę i teściową Roberta, zaczyna w pewnym momencie składać jaja, zaś Kubuś zmuszony jest do ich wysiadywania. Kuriozalnym zdarzeniom z ramy obrazu przypatruje się Kuba Dziadek, który przez resztę członków swojej rodziny, jest oficjalnie uznawany za zmarłego. "Przyszłość w jaju", podobnie jak "Kubuś, czyli uległość" w krzywym zwierciadle groteski i satyry ukazuje konwenanse przyjęte w tak zwanych "dobrych domach".